# 해롤드와 쿠마의 크리스마스
《해롤드와 쿠마의 크리스마스》(영어: A Very Harold & Kumar 3D Christmas)는 2011년 공개된 미국의 버디 크리스마스 코미디 영화이다. 해롤드와 쿠마 시리즈 세 번째 작품이며, 《해롤드와 쿠마 2: 관티나모로부터의 탈출》(2008)의 속편이다.

## 줄거리
전편으로부터 7년 뒤. 마지막으로 말을 섞은 게 벌써 2년 전인 옛 절친 해럴드와 쿠마는 각자의 인생을 살고 있다. 해럴드는 마리아와 결혼했으며 월스트리트에서 사업가로 성공하였다. 반면 쿠마는 예전에 해럴드와 같이 살았던 아파트에서 그대로 지내고 있으며 약물 검사를 통과하지 못해 의과 대학에서 쫓겨난 상태이다. 쿠마를 찼던 버네사가 찾아와 쿠마의 아이를 임신했다고 밝히지만 대마에 취한 쿠마는 무신경한 태도를 보이고 버네사는 화를 내고 돌아간다.
해럴드를 싫어하는 티를 내는 장인 퍼레즈가 크리스마스를 맞아 8년 동안 키웠다는 크리스마스 트리와 함께 해럴드의 집에 찾아온다. 한편 쿠마는 해럴드 앞으로 온 소포를 받고, 이를 해럴드에게 직접 전달해주면서 해럴드와 재회한다.
소포를 열고 안에 대마가 들어있는 걸 본 쿠마는 맛을 보려고 한다. 그러나 대마를 끊은 해럴드는 쿠마가 불 붙인 대마 담배를 바로 뺏어 창문 밖으로 던져버린다. 이 담배는 하필 다시 창문을 통해 집 안으로 날아들어와 크리스마스 트리 위에 떨어져 트리를 전소시킨다.
마침 쿠마의 새 친구 에이드리언이 참석하는 파티에 특별한 프레이저 전나무 크리스마스 트리가 있고, 에이드리언은 자신을 파티 장소까지 태워준다면 트리를 가져가게 해주겠다고 약속한다. 그렇게 쿠마, 에이드리언, 해럴드, 해럴드의 새 절친 토드는 함께 파티장으로 향하게 된다.
파티장에서 악명이 높은 러시아 갱단 두목인 세르게이 카초프를 아버지로 두어 남자들이 기피하는 메리가 해럴드를 유혹하자 해럴드는 이를 거절한다. 아버지를 겁낸 남자들이 연이어 도망치는 통에 좌절 중이던 메리는 해럴드를 강간하려고 시도한다. 이 광경을 목격한 세르게이는 반대로 해럴드가 메리를 해치려고 했다고 굳게 믿고 파티장을 쑥대밭으로 만든다.
도망친 해럴드와 쿠마는 교회에서 트리를 훔치려다가 엉겁결에 방송 예정인 크리스마스 공연에 참여하게 되고 공연 메인이 다름 아닌 닐 패트릭 해리스라는 걸 발견한다. 닐은 자신이 죽어서 천국에 갔지만 예수가 자신을 내쫓으면서 되살아났다고 설명한다. 덕분에 이제 정신 감응 능력을 지니게 된 닐은 해럴드와 쿠마에게 트리가 필요하다는 걸 바로 간파하고 트리, 그리고 와플 만드는 로봇인 와플봇까지 해럴드와 쿠마에게 넘긴다. 둘은 곧 세르게이의 부하들에게 납치되면서 트리를 잃지만 와플봇의 활약 덕에 살아남는다.
전화도, 지나가는 행인도 없는 새벽의 외딴 곳에서 해럴드는 사람들 주의를 끌려고 허공에 총을 쏜다. 총알은 우연찮게 산타클로스를 맞춰버리고 쿠마는 응급 수술에 들어간다. 조치가 성공적으로 끝나자 산타는 둘을 썰매에 태우고, 두 사람을 재회하게 해주려는 뜻에서 대마를 보낸 장본인이 자신임을 밝힌다. 집에 도착한 해럴드는 퍼레즈에게 처음으로 맞서고, 뜻밖에도 퍼레즈는 해럴드에게 배짱이 있다며 마음에 들어한다.
버네사와 화해한 쿠마는 재시험을 치르기로 한다. 마리아는 임신 소식을 알리고 해럴드가 기뻐한다. 해럴드와 쿠마는 산타가 해럴드의 집 거실에 선물로 멋진 트리를 놓고 갔다는 걸 알게 된다. 해럴드는 우정을 새롭게 다지게 된 쿠마와 간만에 함께 대마를 피운다. 산타는 봉을 빨면서 공중을 날아가며 모두에게 메리 크리스마스를 외친다.

## 출연진
- 존 조 - 해럴드 리 역
- 캘 펜 - 쿠마 퍼텔 역
- 닐 패트릭 해리스 - 허구화된 본인 역
- 파울라 가르세스 - 마리아 퍼레즈리 역
- 더닐 해리스 - 버네사 패닝 역
- 토머스 레넌 - 토드 역
- 대니 트레이호 - 칼로스 퍼레즈 역
- 엘리어스 커테이어스 - 세르게이 카초프 역
- 에디 케이 토머스 - 앤디 로젠버그 역
- 데이비드 크럼홀츠 - 세스 골드스틴 역
- 패튼 오즈월트 - 래리 저스턴 / 상점 산타 역
- 리처드 릴리 - 산타클로스 역
- 조던 힌슨 - 메리 카초프 역
- 존 후거내커 - 구스타프 역
- 제이크 존슨 - 예수 역
- 보비 리 - 케네스 박 역
- 야센 페얀코브 - 유리 역
- 멀리사 오드웨이 - 그레이시 역
- RZA - 러마 역
- 더본 맥도널드 - 러트렐 역
- 브렛 겔먼 - 텔레비전 방송 연출자 역
- 데이비드 버트카 - 허구화된 본인 역
- 프레드 멜러메드 - 기자 역

## 기타 제작진
- 공동 제작: 존 허위츠, 조너선 매코이, 헤이든 슐로스버그
- 배역: 니콜 애벌레라, 진 매카시, 미키 패스칼, 제니퍼 러드니커
- 미술: 러스티 스미스
- 세트: 설리나 밴던브링크
- 의상: 메리 클레어 해넌
- 특수 분장: 그레그 니커테로
- 헤어: 캐서린 리스
- 제작 관리: 조너선 매코이, 프랭크 머리, 크리스티나 버로치스
- 조감독: 패트릭 기번스, 존 매큐언, 스티브 리치

## 같이 보기
- 크리스마스 영화 목록